# Wallers-en-Fagne
Wallers-en-Fagne är en kommun i departementet Nord i regionen Hauts-de-France i norra Frankrike. Kommunen ligger i kantonen Trélon som tillhör arrondissementet Avesnes-sur-Helpe. År 2022 hade Wallers-en-Fagne 274 invånare.

## Befolkningsutveckling
Antalet invånare i kommunen Wallers-en-Fagne
| Referens: INSEE |